# Выщелачивание
Выщелачивание — в самом общем смысле перевод в раствор, как правило водный, одного или нескольких компонентов твердого материала. Под выщелачиванием понимают:
- Процесс вымывания водой растворимых солей из минералов и горных пород. Например, выщелачивание отдельных разновидностей серы из угля, обессоливание угля и тому подобное.
- Процесс выноса щелочных и щелочно-земельных металлов из кристаллической решетки минералов: например, из слюд в результате выщелачивания образуются гидрослюдистые минералы.
- Операцию гидрометаллургического процесса. Выщелачиванию подвергают руды и продукты их обогащения (концентраты, промпродукты), продукты пирометаллургического передела (огарки, штейны, анодные шламы, а также отходы обработки металлов и сплавов). Выщелачивание широко используют в производстве урана, золота, меди, цинка, молибдена, вольфрама, алюминия и др.

Процесс состоит из трех стадий: подвода реагирующих веществ к твердой поверхности; химической реакции; отвода растворенных продуктов реакции к раствору. Чаще всего выщелачивание протекает в диффузионной области, то есть скорость процесса контролируют первая и третья стадии. Однако возможен и кинетический режим, при котором медленной стадией является химическая реакция, а также смешанный диффузионно-кинетический режим. Ускоряется при уменьшении размера частиц материала, увеличении температуры (особенно при кинетическом режиме), а в диффузионной области — при увеличении интенсивности перемешивания. Выщелачивание осуществляют различными способами в зависимости от природы, состава и состояния материала, подвергающегося обработке. Например, выщелачивание золотых, урановых и сульфидных концентратов проводят при перемешивании пульпы. Выщелачивание меди из окисленных руд, алюминатов из спеченных бокситов и др. пористых и зернистых материалов, не подверженных слёживанию, проводят пропиткой растворителя через неподвижный слой твердого материала — т. н. перколяция. Выщелачивание может быть совмещено с механо-химическим, ультразвуковым, биологическим и термическим воздействием на материал.